# Український науково-дослідний і проектно-конструкторський інститут по збагаченню і брикетуванню
Український науково-дослідний і проектно-конструкторський інститут по збагаченню і брикетуванню (УкрНДІВуглезбагачення) — організований у 1958 р. у м. Луганську.

## Наукові напрямки
Тематика наукових досліджень охоплює всі напрямки і задачі, необхідні для розвитку вуглезбагачення. Зокрема, виконано:
- дослідження збагачуваності і визначені якісні характеристики вугільних пластів Донецького басейну,
- дослідження:
  - теорії і практики контролю і опробування вугільної сировини,
  - методів оцінки вугілля як об'єкта збагачення і математичний опис технологічних процесів механічної переробки вугілля,
  - теорії і практики мокрого грохочення і зневоднення на нерухомій робочій поверхні, створення обладнання для цього процесу,
- створені і досліджені
  - нові робочі поверхні грохочення,
  - зносостійкі поверхні для обладнання вуглезбагачувальних фабрик,
  - теорія і практика гідравлічної відсадки,
  - теорія і практика вловлювання і зневоднення шламів та прояснення шламових вод, а також збагачення антрацитів.

Все це послужило базою для створення ряду нових технологій, збагачувальних машин і пристроїв, методик.
Інститут є базовою організацією зі стандартизації якості товарного вугілля.